# Standleya prostrata
Standleya prostrata là một loài thực vật có hoa trong họ Thiến thảo. Loài này được (K.Schum.) Brade miêu tả khoa học đầu tiên năm 1932.